# 罗伯特·汉森
罗伯特·菲利普·汉森（英語：Robert Philip Hanssen，1944年4月18日—2023年6月5日）是美国联邦调查局的探员，他于1979年至2001年期间为苏联和俄罗斯的情报机构从事针对美国的间谍活动。他的间谍活动被美国司法部描述为“可能是美国历史上最严重的情报灾难”。
1979年，在罗伯特·汉森加入联邦调查局的第三年，他即向苏联的情报总局格鲁乌提供间谍服务。他的间谍活动一直持续到1981年才暂时中止。1985年，他再次开始向苏联提供间谍服务，这次持续到1991年。由于担心自己暴露，他在苏联解体时期停止了与苏联方面的联系。但到了次年，汉森又与苏联的主要继承者俄罗斯取得联系并三度开始他的间谍活动，这次直至他於2001年被捕。在他的第三次间谍活动时期，汉森全程对俄罗斯人保持了匿名。汉森向克格勃出售了数千份机密文件，其中包括了美国发动核战争时的战略、军事武器技术的发展和美国反情报项目的各个方面。 他与中央情报局的奥德里奇·艾姆斯同时期从事针对美国的间谍活动；他俩都泄露了为美国秘密工作的克格勃特工名单，其中一些人因此被处决。汉森还透露了联邦调查局在苏联大使馆下方修建了耗资数百万美元的窃听隧道。
在艾姆斯于1994年被捕后，美国发现其中一些情报泄密事件并未得到解决，因此认定还有另一名间谍并继续展开调查。在联邦调查局向一名克格勃特工支付700万美元后，他们获得了一份关于某名匿名间谍的档案。而经过指纹和语音分析后，联邦调查局确认这名间谍就是罗伯特·汉森。
2001年2月18日，罗伯特·汉森在距离他位于弗吉尼亚州维也纳家不远处的狐狸岩公园被捕，他当时正将一份机密材料丢到一处情报秘密放置点。 他被指控在22年内以超过140万美元价值的现金和钻石向苏联及之后的俄罗斯出售美国的机密资料。 为了避免被判处死刑，汉森承认了14项间谍罪和1项共谋间谍罪。 最终，汉森被判处15次连续终身监禁并不得假释；他被关押在科罗拉多州的美国行政最高设施监狱，直至他于2023年去世。

## 早年概况
罗伯特·汉森出生于美国伊利诺伊州芝加哥的一个路德教家庭，他家位于诺伍德公园区的隔壁。 他拥有挪威血统。他的父亲霍华德·汉森（Howard Hanssen）是一名芝加哥警官，据称曾在罗伯特童年时期对其进行过情感虐待。 1962年，罗伯特·汉森从塔夫脱高中毕业并考入位于盖尔斯堡的诺克斯学院。1966年，汉森从诺克斯学院毕业并获得化学的理学士学位。
大学毕业后，汉森向美国国家安全局申请了一份有关密码学的工作，但由于国安局的预算问题而被拒绝。他随后进入美国西北大学的牙科学院就读，但在三年后转入商业专业。 1971年，他获得了会计与信息系统专业的工商管理硕士学位。然后他在一家会计事务所找到工作。但在一年后他辞职并加入芝加哥警察局并成为一名专攻法务会计的内务调查员。1976年1月，汉森离开芝加哥警察局并加入联邦调查局。
罗伯特·汉森在西北大学牙科学院就读的时候结识了出身天主教家庭的伯纳黛特·邦妮·沃克（Bernadette "Bonnie" Wauck）。他们于1968年结婚；婚后罗伯特·汉森从路德教皈依到她妻子所信仰的罗马天主教会。

## 职业生涯

### 1976年—1981年：第一个间谍时期
罗伯特·汉森于1976年1月12日正式成为一名联邦调查局的探员，并被调往位于印第安纳州加里的联邦调查局驻地办事处。1978年，当汉森还在驻地办事处外调时，他的家庭搬迁至纽约市。 次年，罗伯特被调往联邦调查局反情报部门，开始从事编制苏联情报数据库的工作。 1979年，汉森接触到了苏联情报总局（即“格鲁乌”）并开始为他们服务。汉森从未表明他的间谍行动有任何政治或意识形态动机；而在他被捕后，他告诉联邦调查局他的唯一动机就是经济原因。
在罗伯特·汉森的第一个间谍时期里，他向格鲁乌提供了大量情报，这其中包括联邦调查局窃听活动的详细信息和可疑的苏联情报人员名单。汉森最重要的泄密事件就是向苏联透露了迪米特里·波利亚科夫的背叛，指认其实际为中央情报局的间谍，他在升任苏联陆军中将期间向美国情报部门传递了大量信息。在1985年被中央情报局内奸奥德里奇·艾姆斯再度泄密后，波利亚科夫于1986年被捕并在1988年被处决。艾姆斯被正式指控向苏联人检举了迪米特里·波利亚科夫的名字，而汉森的责任直到他与2001年被捕时才被揭露。

### 1985年—1991年：第二个间谍时期

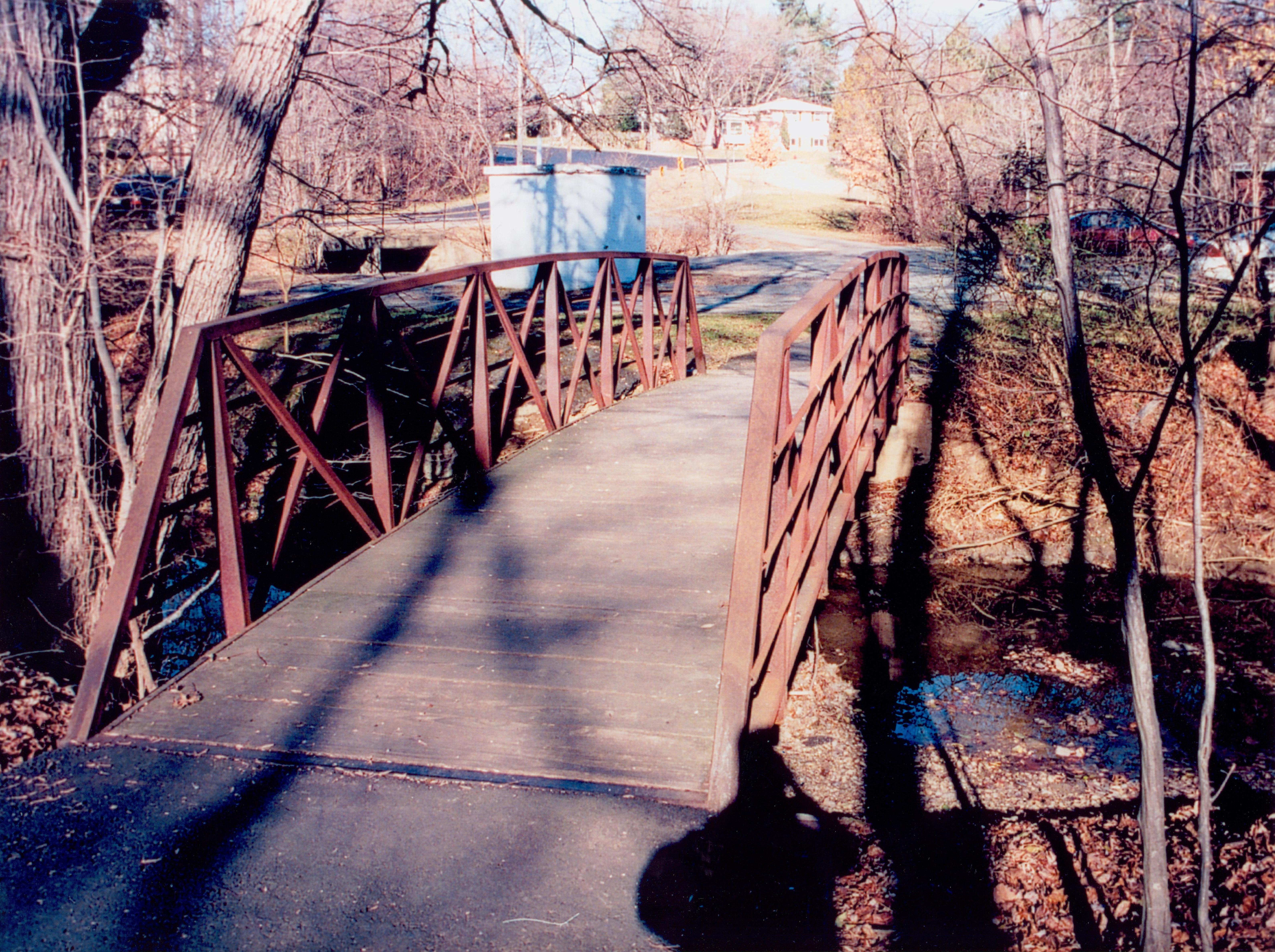
罗伯特·汉森所使用的位于狐狸岩公园的代号为“埃利斯（Ellis）”的情报秘密放置点。他在被捕当日还使用过此处放置点。

1981年，罗伯特·汉森调往位于华盛顿特区的联邦调查局总部；同时他的家庭也搬迁至位于弗吉尼亚州维也纳的郊区。他在联邦调查局预算办公室的新工作使得他能够接触到涉及联邦调查局不同行动的相关信息，这其中就包括联邦调查局有关电话窃听和电子监视的行动。而汉森在联邦调查局的出名还是因为他在计算机领域的专家才能。 三年后，汉森被调职至联邦调查局的苏联分析部门；他在这里负责研究、识别和抓捕在美国的苏联间谍和情报人员。同时，汉森所在的部门还负责对自愿提供情报的苏联情报人员进行评估，以确定他们是可信的亦或者为三重间谍。 1985年，汉森被调往联邦调查局驻纽约市的驻地办事处，他在那里依旧负责针对苏联的反情报工作。 在调任期间，他在某次回华盛顿特区出差的时候再次开始了他的间谍生涯。
1985年10月1日，罗伯特·汉森向克格勃寄出了一封匿名邮件。他在邮件中提供了一些机密资料并索要10万美元的现金，这相当于2022年的27万美元。 汉森在匿名信中提供了三个实际为联邦调查局的克格勃特工名字：鲍里斯·尤金、瓦列里·马丁诺夫（Valery Martynov）和谢尔盖·莫托林（Sergei Motorin）。不过汉森并不知道的是，在他之前，奥德里奇·艾姆斯已经向苏联方面泄露了这些名字。 尤金在1982年就已经返回莫斯科，他已经因为在苏联驻旧金山领事馆遗失一台保密相机而正在接受克格勃的严密调查。而在艾姆斯和汉森先后向苏联泄密后，尤金被正式逮捕。 马丁诺夫和莫托林则在被泄密后召回莫斯科，随后二人被逮捕、指控、审判并被判决为针对苏联政府的间谍罪。随后，马丁诺夫和莫托林被枪决，而尤金则被判处15年有期徒刑。但在六年后，尤金因为俄罗斯政府的大赦而得以出狱并在稍后移民到了美国。 由于联邦调查局将此次泄密事件归咎于奥德里奇·艾姆斯，因此罗伯特·汉森不仅没有被调查也没有被怀疑。10月1日的这封匿名信开启了汉森的第二个间谍时期。
汉森在1987年重返联邦调查局的华盛顿特区总部。他此时的任务是研究所有已知或传闻中的针对联邦调查局的渗透行动，以找到那个向苏联情报机构泄露瓦列里·马丁诺夫和谢尔盖·莫托林名字的内奸；这实际上等于是让汉森自己找到自己。汉森确保他没有通过他自己的研究而暴露自己；但同时他还在1988年将整个研究成功，包括所有联邦调查局的内奸问题及联邦调查局所联系到的苏联人名单都给了克格勃。 不过就在同年，根据一份美国政府报告指出，汉森在汇报时向一名苏联叛逃者泄露了秘密信息，从而造成了一个“严重的安全漏洞”。为他工作的一名特工向主管反应了这个问题，但联邦调查局却没有采取任何行动。
1989年，汉森破坏了联邦调查局对涉嫌从事间谍活动的美国国务院官员菲利克斯·布洛赫的调查。汉森警告克格勃，说联邦调查局正在对布洛赫进行调查。这导致了克格勃突然中断了与布洛赫的联系。由于联邦调查局无法提供任何强有力的证据，菲利克斯·布洛赫因此最终未被指控犯罪，但联邦调查局随后终止了他的工作并拒绝支付他的退休金。对布洛赫的调查失败让联邦调查局开始调查克格勃是如何得知他们正在调查布洛赫，而这个调查最终导致汉森的被捕。 当年稍晚的时候，汉森提供了美国有关测量与信号特征情报计划的有关信息。这是通过各种电子手段收集的情报的总称，例如使用雷达、间谍卫星和信号拦截等。 当苏联在1977年修建他们驻美国的新大使馆时，联邦调查局在他们的解码室下方挖掘了一个隧道。联邦调查局计划用这个隧道对苏联进行窃听，但由于害怕被苏联人抓到而最终放弃了这个计划。汉森在1989年9月向苏联方面告知了这一情报，他在次月就收到了5.5万美元的酬金，这相当于2022年的13万美元。 汉森还曾两次向苏联提供美国双重间谍的名单。
1990年，同为联邦调查局雇员的汉森妻舅马克·沃克（Mark Wauck）曾向联邦调查局建议调查汉森是否进行间谍活动。因为他的妹妹，也就是汉森的妻子伯纳黛特·邦妮·沃克告诉他，他们的妹妹珍妮·贝格利斯（Jeanne Beglis）在汉森家的梳妆台上发现一堆现金。邦妮之前还曾同马克透露过，汉森曾经谈到想在波兰退休，但波兰当时是东方集团的成员之一。马克还知道联邦调查局当时正在追查内奸，于是他向他的主管检举汉森，但他的主管没有采取任何行动。

### 脚注
1. ↑  . 美国科学家联盟情报资源项目.   [2023-06-07]. （原始内容存档于2023-06-30）.
2. ↑  . 美国科学家联盟情报资源项目. 2002-03-31  [2023-06-07]. （原始内容存档于2023-06-06）.
3. 1 2 3 4 5  . 美国司法部监察长办公室（英语：Office of Inspector General (United States)）. 2023-08-14  [2023-06-07]. （原始内容存档于2023-06-07）.
4. ↑  Adrian Havill. . Crime Library. Turner Entertainment Digital Network, Inc. 2007-09-08  [2023-06-07]. （原始内容存档于2007-09-07）.
5. ↑  Wise 2003，第8頁.
6. ↑  Monica Davey. . 芝加哥论坛报. 2002-04-21  [2023-06-07]. （原始内容存档于2023-05-03）.
7. ↑  . 维基解密. Eastern Virginia District Court. 2002-01-21  [2023-06-07]. （原始内容存档于2018-10-06）.
8. ↑  . 美国司法部. 2001-07-06  [2023-06-07]. （原始内容存档于2014-11-06）.
9. 1 2  Caitlin Yilek; Pat Milton; Arden Farhi. . CBS新闻.   [2023-06-07]. （原始内容存档于2023-06-06）.
10. ↑  Adrian Havill. . TruTV（英语：TruTV）.   [2023-06-07]. （原始内容存档于2012-04-24）.
11. ↑  Wise 2003，第11頁.
12. ↑  Peter Baker. . 纽约时报. 2023-06-05  [2023-06-07]. （原始内容存档于2023-06-06）.
13. ↑  . Crime Library. Courtroom Television Network LLC.   [2023-06-07]. （原始内容存档于2007-02-11）.
14. ↑  Dolores Flaherty. . 芝加哥太阳时报. 2003-11-23  [2023-06-07]. （原始内容存档于2007-02-22）.
15. ↑  James Risen. . 纽约时报. 2002-05-16  [2023-06-07]. （原始内容存档于2017-09-13）.
16. ↑  Wise 2003，第18-19頁.
17. ↑  Wise 2003，第21頁.
18. ↑  Wise 2003，第21-24頁.
19. ↑  Wise 2003，第32頁.
20. ↑  Wise 2003，第37-38頁.
21. ↑  . 联邦调查局.   [2023-06-08]. （原始内容存档于2023-03-14）.
22. ↑  Jason McGahan. . 华盛顿邮报. 2001-03-08  [2023-06-08].
23. 1 2  约翰·麦卡斯克（英语：John J. McCusker）.  (PDF). 美国古文物研究者学会（英语：American Antiquarian Society）.   [2023-06-08]. （原始内容存档 (PDF)于2015-10-09）.
24. 1 2  约翰·麦卡斯克（英语：John J. McCusker）.  (PDF). 美国古文物研究者学会（英语：American Antiquarian Society）.   [2023-06-08]. （原始内容存档 (PDF)于2023-08-08）.
25. 1 2  . Federal Reserve Bank of Minneapolis.   [2023-06-08]. （原始内容存档于2020-06-19）.
26. ↑  Wise 2003，第50-51頁.
27. ↑  Lynch, Christopher. . Dog Ear Publishing. 2010. ISBN 9781608447398.
28. ↑  Wise 2003，第56-57頁.
29. ↑  . 美国科学家联盟情报资源项目.   [2023-06-08]. （原始内容存档于2022-10-06）.
30. ↑  Wise 2003，第3-4頁.
31. ↑  Wise 2003，第67-68頁.
32. ↑  Wise 2003，第82-83頁.
33. ↑  Wise 2003，第111-119頁.
34. ↑  Cherkashin & Feifer 2005，第246頁.
35. ↑  Wise 2003，第95頁.
36. ↑  Wise 2003，第98-110頁.
37. ↑  Wise 2003，第159頁.
38. ↑  Wise 2003，第120-128頁.

### 文献
- Cherkashin, Victor; Feifer, Gregory. . Basic Books. 2005. ISBN 9780465009695.

- Havill, Adrian. . St. Martin's Press. 2002. ISBN 9780312986292.

- Lynch, Christopher. . Dog Ear Publishing. 2010. ISBN 9781608447398.

- Dezenhall, Eric; Russo, Gus. . Grand Central Publishing. 2018. ISBN 9781538761311.

- Schiller, Lawrence. . DIANE Publishing Company. 2004. ISBN 9780756774356.

- Shannon, Elaine; Blackman, Ann. . Little, Brown and Co. 2002. ISBN 9780316718219.

- Vise, David A. . Atlantic Monthly Press. 2002. ISBN 9780871138347.

- Wise, David. . Random House Publishing Group. 2003. ISBN 9780375758942.

- . 美国司法部监察长办公室（英语：Office of Inspector General (United States)）. 2003  [2023-06-07]. （原始内容存档于2023-06-07）.

- Vise, David A. . 华盛顿邮报. 2002  [2023-06-08]. （原始内容存档于2023-02-01）.